# Historiografía de Suiza

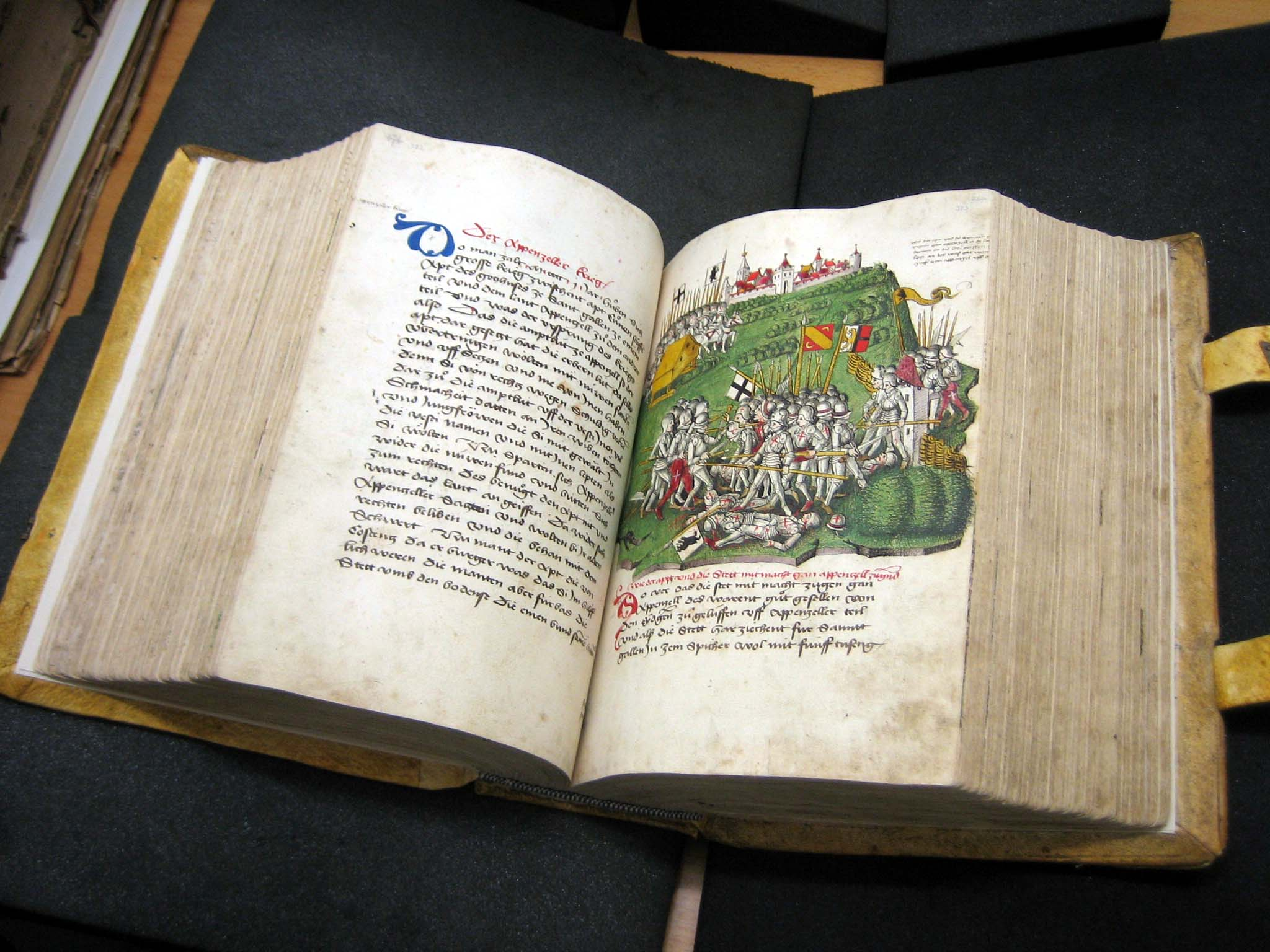
Un ejemplar original del Tschachtlanchronik

La historiografía de Suiza es el estudio de la historia de Suiza. Comenzó en el siglo XV con una serie de crónicas ilustradas que reconstruían la historia de la fundación de la Confederación como una alianza defensiva contra las potencias europeas y prosigue hasta el siglo XX con una ampliación de los temas tratados que se apartan progresivamente de una visión estrictamente política y militar para abordar diferentes temas como la historia económica, social o legal en el país.

## Historia de la Historiografía en Suiza

### De la Edad Media a la formación de la Confederación

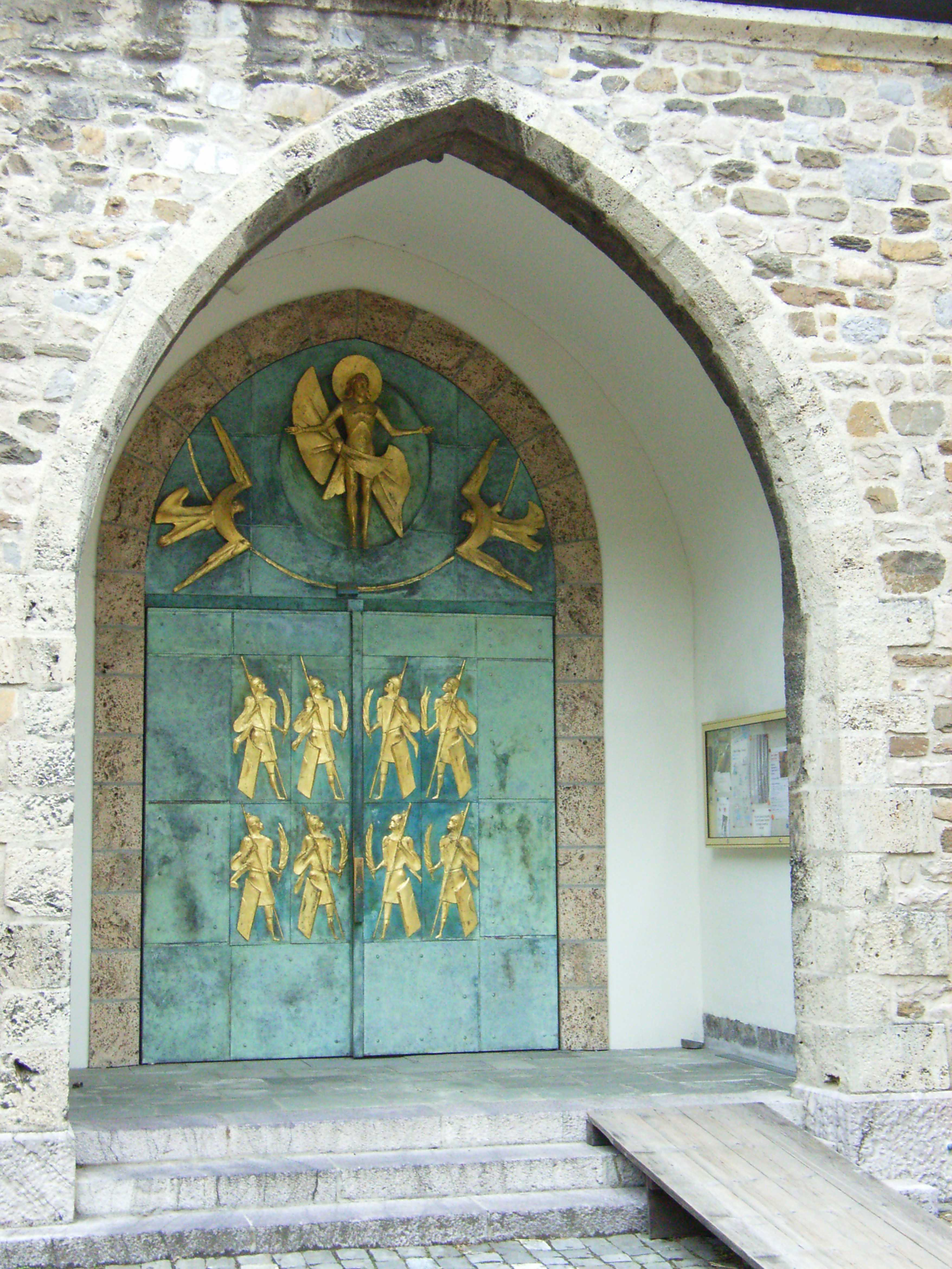
El portal de la abadía de St. Maurice.

Los primeros relatos históricos en el territorio que más tarde sería Suiza, fueron escritos por religiosos y datan de la Alta Edad Media, cuando el país estaba dividido entre los burgundios al oeste y los alamanes al este del Río Aar.
En la cultura burgondina el obispo Mario de Avenches está considerado como el primer historiador suizo gracias a su crónica histórica que cubre los acontecimientos entre los años 455 y 581. Más tarde los monjes de la abadía de San Mauricio de Agauno redactaron en el siglo VI una obra donde se describía la vida del fundador de la abadía, Segismundo y los primeros abades.
De la parte alemana, los primeros escritos históricos datan del siglo VIII y proceden de la Abadía de San Galo. Se describe la vida de algunos santos locales, en dos obras firmadas respectivamente por Wettinus entre 816 y 824; y por Walafrid Strabo entre 833 y 834. Los monjes redactaron las biografías de algunos personajes no religiosos como, por ejemplo Notker Balbulus, o al final del siglo IX otra obra sobre Carlomagno.
Desde el siglo VIII los abades van publicando anuarios donde explican los acontecimientos contemporáneos vistos por los monjes. Tras los primerosAnnales Alamannici, compuestos inicialmente entre los años 709 y 799, y más tarde continuados con el nombre de Annales Sangallenses majores aparecen sucesivamente en el siglo X los anuarios de Einsiedeln.

### De la Confederación de los tres Cantones a la Reforma Protestante

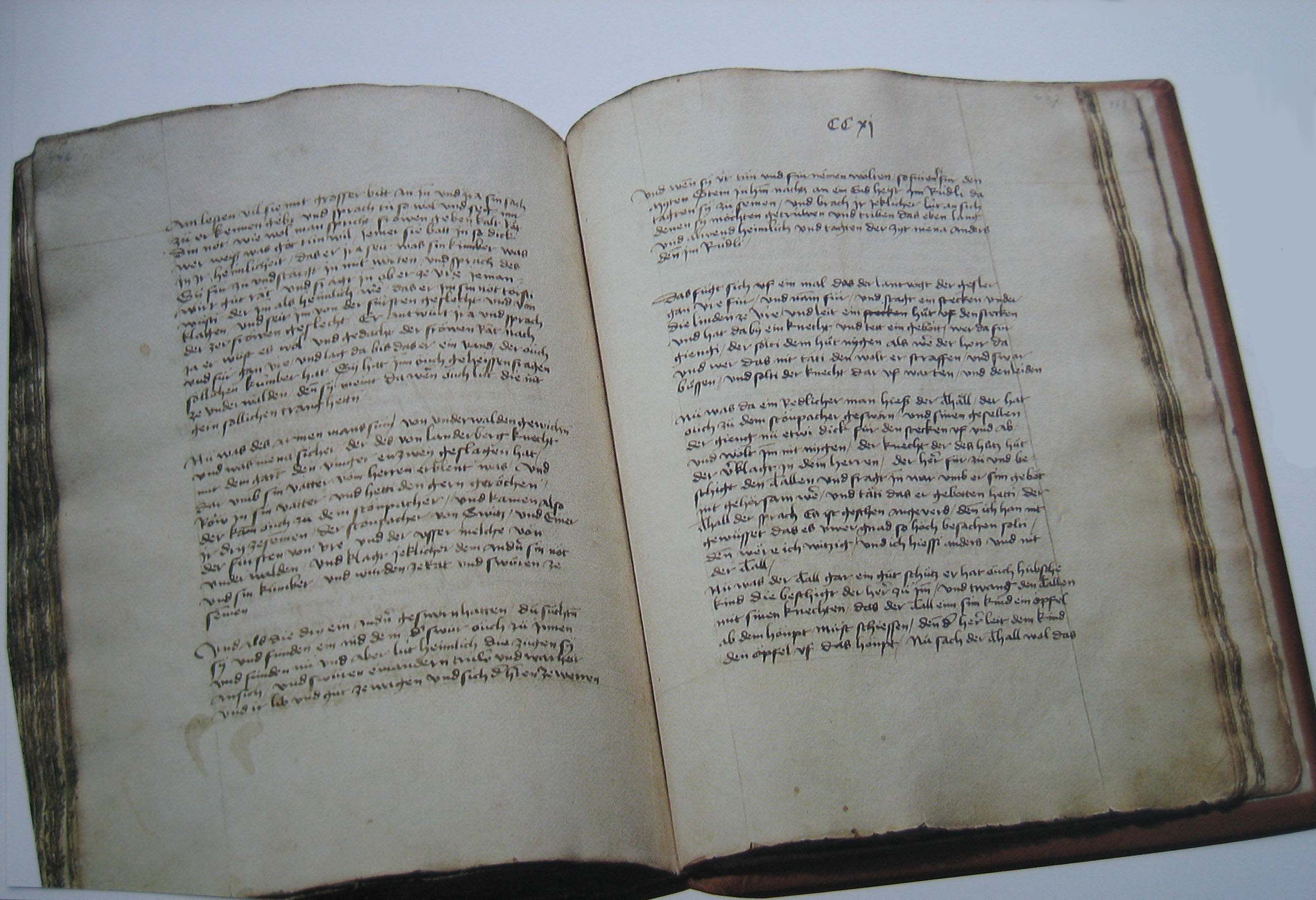
El Libro blanco de Sarnen.

Los acontecimientos de la formación de la Confederación de los III cantones son famosos en los poemas populares, tales como Sempacherlied o Tellenlied, que se transmitieron oralmente de generación en generación.
En 1468, Hans Schriber ayudado por los clérigos de Obwald reunieron las actas oficiales y los tratados firmados entre los miembros de la Confederación de los VIII Cantones en una obra única hecha de pergamino blanco llamada "Libro Blanco de Sarnen", en referencia al lugar donde se conserva. Además de documentos oficiales contienen una crónica de la historia del país y representa la fuente más antigua relativa a los Mitos Fundadores de Suiza.

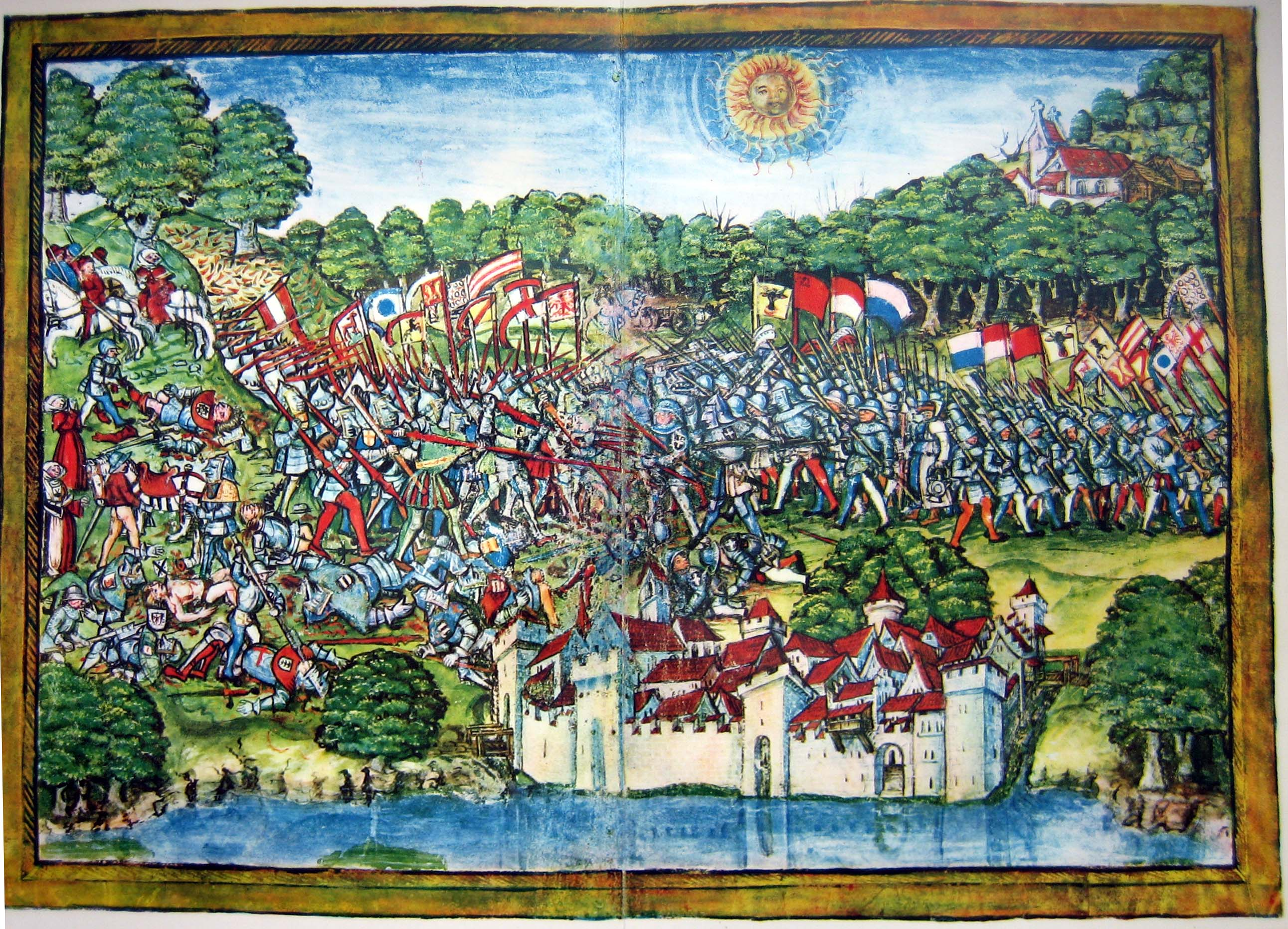
La batalla de Sempach vista por Diebold Schilling.

A partir del siglo XV, aparecen en las ciudades de Lucerna, Zúrich y Berna crónicas retratando la historia de estas ciudades. Dichas obras, realizadas por los notables de las ciudades, privilegian los elementos profanos y en ellos se encuentra una primera forma de "sentimiento nacional". En orden cronológico, las primeras crónicas de que disponemos son las Berner Chronik. En 1470, en Berna, Bendict Tschachtlan y Heinrich Dittlinger terminaron su Tschachtlanchronik que fue la primera en ser ilustrada por 230 imágenes que representan principalmente escenas de batallas. A partir de 1483, Diebold Schilling el Viejo, publica "Berner Schilling" en tres volúmenes que cubren el período desde la fundación de Berna hasta la Guerra de Borgoña de 1483. Tras esta crónica aparece "Spiezer Schilling". Su nieto y homónimo, Diebold Schilling, escribió "Luzerner Schilling" considerada como la crónica antigua más bella de la Confederación Helvética.
Igualmente, data del siglo XV la Chronique des chanoines de Neuchâtel, editada en 1839 y difundida en el país después de la segunda mitad del siglo XIII, y que conoció un importante éxito en el mundo de la lexicografía. Esta obra fue denunciada en el siglo XIX como falsa, aunque fue usada como una fuente primaria durante muchos años.

### De la Reforma a la Ilustración

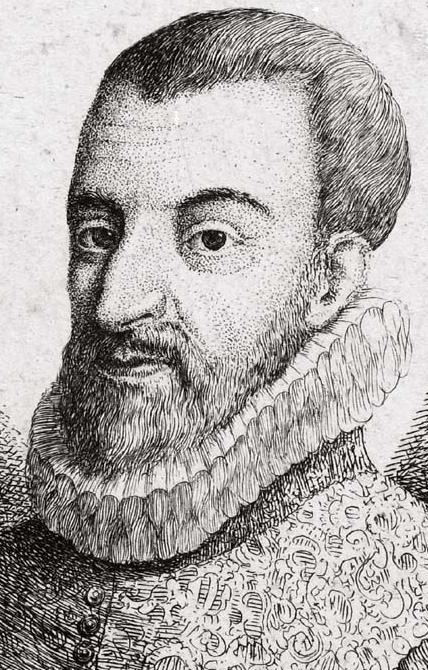
Aegidius Tschudi

A principios del siglo XVI, con la llegada de la imprenta se permitió una difusión más amplia de las obras: así, la Kronica von der loblichen Eydtgnoschaft escrita por Petermann Etterlin fue la primera obra histórica impresa en Suiza en el año 1507. Seguido por Johannes Stumpf que hizo publicar en 1548 Gemeiner loblicher Eydtgnoschaft Stetten, Landen und Völkeren Chronik wiriger Thaaten Beschreibung redactado con la ayuda de numerosos historiadores de la época y largamente ilustra y acompañada de planos cartográficos. Esta crónica no se detiene en la frontera de la Confederación de los XIII Cantones que componían Suiza: de hecho se extiende a los Estados Aliados, como por ejemplo el Cantón del Valais.
Posteriormente, Aegidius Tschudi escribió en 1569 una Chronicon Helveticum compuesta por un millar de documentos gráficos de la historia del país, desde la antigüedad hasta su época; esta obra no será impresa hasta el año 1734, 200 años después de haber sido escrita. El éxito de estos libros alienta la publicación de varias historias cantonales o limitada a las ciudades y el renacimiento de la tradición de las crónicas municipales en un momento en que el concepto de federalismo es superior al de país.
En 1576, el mismo Simmler, profesor de teología en Zúrich, da a conocer De Helvetiorum Republica libri duo en dos volúmenes; esta obra, presentada como un manual de derecho constitucional de Suiza y de sus cantones, resume la historia del país, conoce un gran éxito en el extranjero gracias a tres traducciones simultáneas en alemán, francés y holandés, permitiendo así la difusión de la historia de Suiza al extranjero. La primera historia nacional escrita en francés Abrégé de l'histoire générale de la Suisse, aparecida en el 1666 en Lausana escrita por Jean-Baptiste Plantin, defiende que el Cantón de Vaud, debe ser considerado como parte de la historia de Suiza.
La Reforma protestante y su adopción por casi la totalidad de las ciudades de la meseta suiza, impondrá una reescritura de algunos pasajes de la historia del país. Este es el caso en particular de Rudolf Wyssenbach, impresor zuriqués especializado en la publicación de poemas épicos en panfletos destinados al gran público. En 1601 publica una versión reescrita de la Batalla de Näfels que, además de añadir numerosos elementos dramáticos, transforma las oraciones realizadas en el Cantón de Glaris: originalmente dirigidas a San Hilario y San Fridolin, los santos protectores del país. Ahora se dirigen en exclusiva a Dios, consiguiendo así un texto más conforme al público protestante de la ciudad de Zúrich.

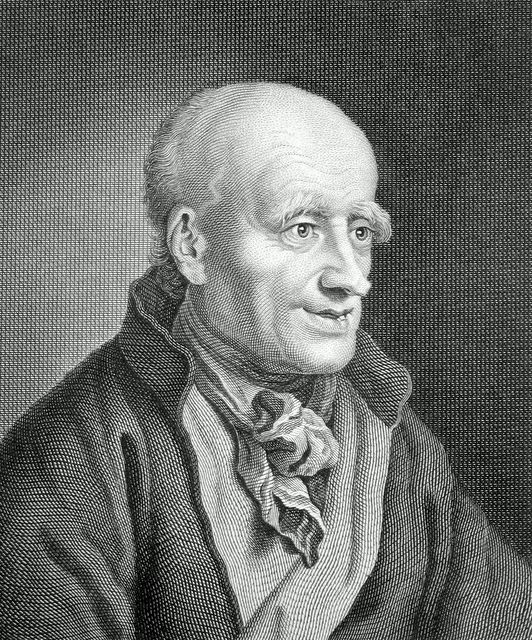
Johann Jakob Bodmer

La época de la Ilustración está marcada en la historiografía de Suiza por la publicación en 1680 de la Historia naturalis Helvetiae curiosa del médico Johann Jakob Wagner que, por primera vez, aborda la historia del país desafiando algunos mitos y fuentes históricas. Esta tendencia a poner de manifiesto la versión del gubernamental lo acentúa el profesor zuriqués Johann Jakob Bodmer al que se le encargó la continuación de una crónica histórica, cuyo encargo fue retirado al no aceptar que los historiadores se deben contentar con relatar los hechos de los diferentes gobiernos sin emitir críticas ni consultar los documentos de los archivos. Bodmer, sin embargo, va a ser capaz de publicar su Thesaurus historiae helveticae en 1735, antes de tomar la dirección de la primera revista científica suiza. Es en esta época en particular cuando se define el folklore suizo de las montañas.
Esto ponía de manifiesto la historia de los Waldstätten, apoyada por una búsqueda constante de cartas históricas que acreditasen las libertades concedidas a las comunidades suizas; llegando a un público cada vez más numeroso. El inicio de la enseñanza escalar de historia acentúa aún más esta tendencia: Bodmer en particular redacta Narraciones históricas destinado a los estudiantes.
En 1771, cuando la época romana el país estaba siendo redescubierta por los historiadores como Erasmus Ritter y Friedrich Samuel Schmidt, el bailío de Nyon Emanuel Gottlieb von Haller publicó un libro titulado Consejos para formar una biblioteca histórica de Suiza: 14 años más tarde, lanzó el primero de seis volúmenes de su biblioteca histórica que referencia cerca de 12.000 obras publicadas en los tres idiomas de Suiza. Este trabajo va a ser continuado más tarde, en particular, desde el siglo XIX, por la Biblioteca Nacional de Suiza, que publica, en 1913, una Bibliografía de la Historia Suiza con más de 100.000 títulos de esta lista.
Sin embargo, la realización más importante en el dominio de la Historiografía durante la Ilustración en Suiza fue el Diccionario Enciclopédico Allgemeines Helvetisches, Eydgenössisches, Oder Schweitzerisches Lexicon del político y banquero zuriqués Johann Jacob Leu, cuyos 20 volúmenes, completamente escritos por él mismo aparecen entre 1786 y 1795, seguidos por la publicación de seis volúmenes complementarios de manos del farmacéutico Hans Jakob Holzhalb. Gottlieb Emanuel y Vincent Bernard de Tscharner von Haller publicarán una na traducción abreviada en francés en el año 1776, ya citada, en dos volúmenes bajo el título de Diccionario geográfico, histórico y político de Suiza. El mismo Haller, a pesar de ser rechazado por las autoridades, publica en 1760, el folleto del pastor bernés Uriel Freudenberger titulado Guillaume Tell, fable danoise que desfía la figura histórica de Guillermo Tell: la obra fue quemada por el verdugo del Cantón de Uri y suscita una protesta pública, incluso llevando un resurgimiento del culto que se le presenta como el símbolo de la libertad de Suiza.

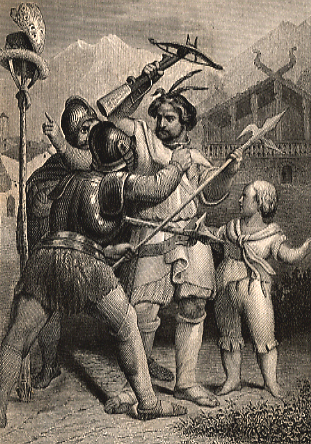
Representación del mito de Guillermo Tell.

Esta posición crítica ante las fuentes empleadas por los autores del pasado se desarrolla durante el siglo XIX, en particular con Joseph Eutych Koppquien introdujo la noción del mito de Tell, Pierre Vaucher o Albert Rilliet y su obra Los orígenes de la Confederación Suiza, historia y leyenda. Basada en un estudio de documentos originales de la época del Pacto Federal de 1291, que serviría de origen para la Fiesta Nacional de Suiza.
Al mismo tiempo, muchos oficiales escriben monografías acerca de la historia militar del país, focalizando la atención en las estrategias utilizadas por los oficiales superiores durante las diferentes batallas. Entre estos autores encontramos al lugarteniente Beat-Fidel Zurlauben, autor entre 1751 y 1753 de Historia militar de los Suizos al servicio de Francia, con las piezas justificativas en 8 tomos, Beat Emmanuel May, quien dirige en 1788 Historia militar de Suiza y de los suizos en los diferentes servicios de Europa, compuesta y dirigida sobre obras y piezas auténticas en 8 tomos, o el coronel comandante de compañía Victor Emmanuel Thellung de Courtelary, autor en particular de una obra titulada Notas sobre la antigua organización militar suiza y su influencia en la defensa del cantón de Berna en 1798, y también Bocetos militares publicados en 1806.

### De la Revolución Helvética a la Guerra del Sonderbund
Durante la problemática época sucedida tras la invasión francesa de 1798, los lectores se apasionan por la imagen heroica de un pueblo guerrero y patriótico descrito en la obra de Jean de Müller, cuyos cinco volúmenesles de Historia de la Confederación Suiza aparecen entre 1786 y 1808 y cuentan la historia del país hasta la Guerra Suaba bajo la forma de una epopeya que conocerá un importante éxito de audiencia durante una gran parte del siglo XIX, a pesar de que el autor tuvo que dejar el país y exiliarse para terminar su obra, después de que el gobierno le impusiera algunas modificaciones.
Su trabajo lo continuará una generación de historiadores: el período comprendido entre la Guerra Suaba y las guerras de Italia fue cubierto por Robert Glutz von Blotzheim en 1816 y la historia de la Reforma Protestante fueron tratadas entre 1825 y 1829 por el teólogo protestante Johann Jakob Hottinger; el trabajo investiga en la Suiza Romanda del país donde Louis Vulliemin, cofundador de la Sociedad de Historia de la Suiza Romanda trata los siglos XVI y XVII entre los años 1840 y 1841.
El conjunto de la Historia de la Confederación Suiza es, finalmente, traducida al francés por Charles Monnard, antes de ser publicada entre 1842 y 1853.

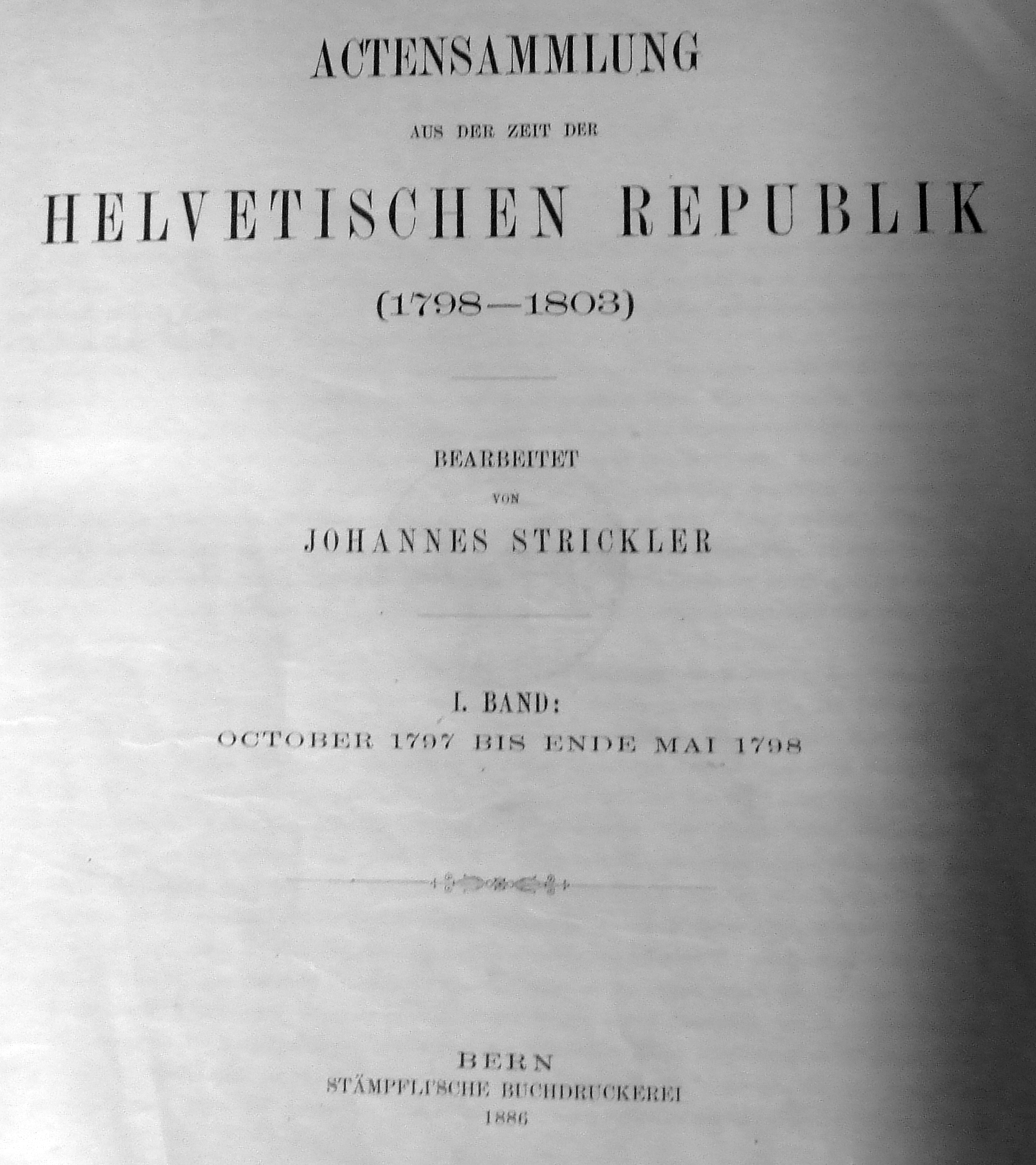
Actas de la República Helvética

El corto régimen de la República Helvética introdujo la democratización sostenible del sistema educativo suizo, donde la historia, ya sea a nivel nacional o internacional, toma un importante lugar en todos los niveles de la instrucción: la mayoría de los cantones publican manuales escolares de historia para la educación primaria. Al mismo tiempo se crean Facultades de Letras en las grandes universidades del país. En el año 1811, aparece la primera Sociedad General Suiza de Historia, seguida durante todo el siglo por sociedades cantonales, regionales o locales que publicarán revistas más o menos populares.
Los diferentes regímenes que se suceden durante la primera mitad del siglo XIX intentarán congelar la historia del país, las conquistas democráticas de 1798, la vuelta al Antiguo Régimen de la Restauración de 1815, o incluso les revueltas liberales del año 1830. Como ejemplo, la Guerra del Sonderbund de 1847 sé usó únicamente para demostrar los peligros de la división interna del país. No se publicó ningún estudio historiográfico oficial en estos años.
En los años siguientes, numerosos participantes directos en la Guerra del Sonderbund hacen aparecer sus memorias, recuerdos o estudios: se posicionan en posturas radicales tanto los ganadores como los perdedores. Constantin Siegwart-Müller quien titula sus memorias como La victoria de la violencia sobre la ley o con Joseph Balthasar Ulrich, su secretario, y su libro La Guerra Civil Suiza. El autor Gallus Jakob Baumgartner toma una postura más moderada, y reconoce que una revolución política era inevitable, y aboga por una menor centralización del poder en manos del Estado.

### De la Constitución de 1848 al inicio delsigloXX
Con la fundación del El Estado Federal de 1848 se modificará profundamente la escritura histórica del país focalizándose en la Constitución suiza de 1848 que la historografía moderna considera como un elemento fundador de la Suiza actual. El enfoque oficial del pasado hace retomar la creación del Estado en el Pacto Federal de 1291 y se presenta en los años sucesivos como una cadena de evetos, marcados principalmente por la entreda progresiva de los deiferentes cantones en la Confederación, tendiendo a la fundación de la Suiza moderna, que es la finalidad última. Esta visión de la historia, centrada en la política y las acciones militares seguirá siendo la visión tradicionalmente dominante en Suiza hasta mediados del siglo XX; realizado por las obras de Johannes Dierauer en Geschichte der Schweizerischen Eidgenossenschaft escrrito entre 1887 y 1917, de Ernst Gagliardi y su Geschichte der Schweiz von den Anfängen bis zur Gegenwart ampliamente documentada, de Edgar Bonjour y su Geschichte der schweizerischen Neutralität en nueve volúmenes aparecidos entre 1965 y 1976, se encuentra hasta en los manuales escolares de historia suiza, como por ejemplo Handbuch der Schweizer Geschichte en dos volúmenes aparecidos en 1972 y 1977 bajo la dirección de Hanno Helbling o el Manual de historia suiza destinado a servir de introducción a un estudio razonado y profundo de la historia nacional publicado por Alexandre Daguet en 1847 y que se reeditará con el nombre de Historia de la Confederación Suiza.
En la representación historiográfica llevada a cabo en esta época, tras la creación de un nudo inicial sigue una fase de engrandecimiento hasta la Batalla de Marignano tras la cual el país va a conocer diversos desgarramientos internos que implicarán una interiorización hasta la invasión francesa. El corto período de la República Helvética fue ignorado en gran medida, el estudio de la historia nacional retoma la Restauración y los años siguientes como una preparación a 1848; posteriormente, los hechos ocurridos a principios el siglo XX fueron interpretados como medidas de defensa o de mejora de los sistemas. Esta representación histórica está basada en los conceptos de la libertad y de amor a la independencia cara al extranjero. Estos dos elementos permiten a los historiadores explicar la política exterior el país, exaltando a su vez la neutralidad el país como un hecho natural y crear un sentimiento de unidad en el seno de la población, contribuyendo, de esta manera, a la construcción nacional del país. Durante el mismo periodo, en el extranjero Suiza se ve como una imagen idílica «Arcadia poblada por pastores que viven en absoluta igualdad, con la leche de sus ovejas, y sus cabañas decoradas con flores»; progresivamente esta imagen exportada por la literatura hace creer a los mismos suizos que sus ancestros son pastores y que la continuación del país pasa obligatoriamente por una vuelta a los orígenes primitivos.

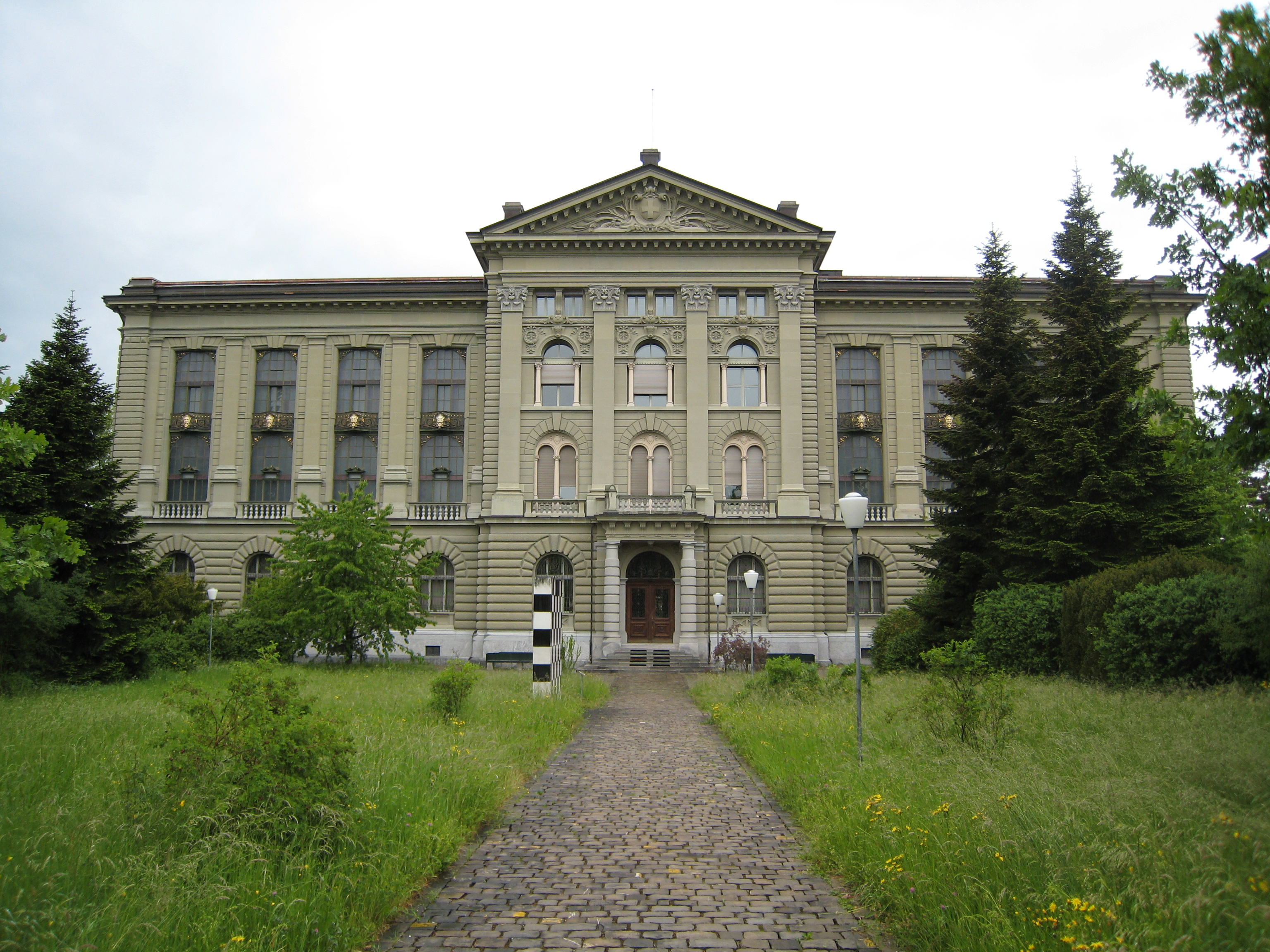
El edificio que alberga el Archivo Federal en Berna

Durante este período de puesta en marcha del Estado Federal, las políticas llevadas a cabo muestra una clara intención de apoyo a la historia: la creación de cátedras de historia nacional en las diferentes facultades de letras de las Universidades del país, la edición del Libro de las autoridades de la ley suiza desde 1898, la fundación en 1894 de la Biblioteca Nacional de Suiza, así como la creación en el año 1848 de los Archivos Federales Suizos, cuya función principal es la e publicar el conjunto de documentos, actas y protocolos producidos por las diferentes Dietas Feerales y por los gobiernos de la República Helvética; el primer volumen de esta publicación data del año 1856 y el último del 1966. Finalmente, la primera obra consagrada a la historiografía de Suiza, titulada (en alemán) Geschichte der Historiographie in der Schweiz, obra del autor Georg von Wyss.
Entre el fin del siglo XIX y el inicio del siglo XX, el trabajo de los historiadores se centra en particular en la arqueología y el estudio de la prehistoria, los nuevos métodos de excavación y la Edad Media, debido en parte al interés en esta época por las sociedades históricas de otros países europeos. Las publicaciones acerca de estos temas pertenecen en su mayoría a un nuevo cuerpo de historiadores formados por las Universidades alemanas y francesas en una aproximación más científica de la historia y la historiografía. A la inversa, tanto el siglo XVII como los principios del siglo XVIII se consideran como períodos de inmovilismo y de división interna, y son poco estudiados si no es en el plano cultural o religioso. En el otro extremo, algunos maestros de escuela o notables locales van a publicar durante mediados del siglo XIX numerosas monografías sobre regiones o comunas, comúnmente dirigidas por las autoridades de estas últimas; el género se desarrolla durante el siglo XX con la aparición de libros de fotografías y publicaciones locales cuyo número se eleva a más de 200 durante la segunda mitad del siglo.
En este período también empieza el estudio de la historia del derecho en Suiza. Desde1898 y la aparición del Libro de Autoridades de la legislación suiza (que continúa apareciendo hasta principios del siglo XXI bajo el nombre de Recopilación sistemática del derecho federal) por la Sociedad Suiza de Juristas, numerosas obras han visto la luz, en particular el System des schweizerischen Privatrechts de Eugen Huber, creador del Código civil en 1893, la Geschichte des neueren schweizerischen Staatsrechts de Edouard His en 1928 o el Tratado de derecho constitucional suizo de Jean-François Aubert en 1967-

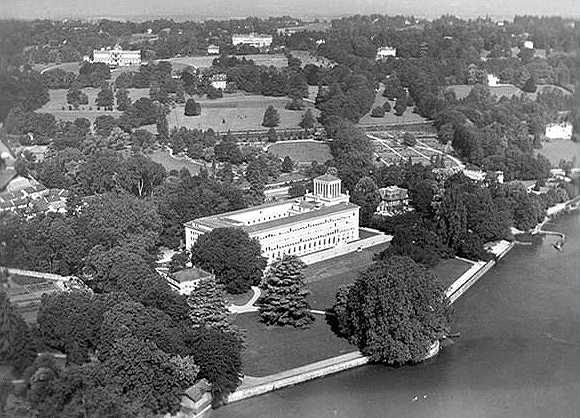
Vista aérea del año 1926 del centro William Rappard en Ginebra

Este período es igualmente fructífero en publicaciones y estudios sobre el aspecto socioeconómico de Suiza, bajo el impulso económico del economista y diplomático William Rappard, quien publicó El Factor económico en el advenimiento de la democracia moderna a Suiza en dos tomos; esta obra compuesta en particular por más de 700 referencias bibliográficas, y más de 700 títulos que harán de Rappard el más importante e interesante historiador suizo de la primera mitad del siglo XX. Tras Rappart, Eduard Fueter publica en 1928 un análisis socioeconómico del país desde 1848, tan solo unos años después de haber salido su Geschichte der neueren Historiographie, descrita por él mismo como una historia de la escritura de la historia en Europa.
Al estallido de la Primera Guerra Mundial, no hay prácticamente historiadores especializados en la economía de Suiza, una materia ampliamente dominada por la historia política conservadora y radical que demuestra que la historia suiza ha logrado su objetivo con la puesta en marcha del Estado Federal de 1848. No será hasta la década de los 60 cuando esta disciplina conocerá de nuevo un repunte con la transformación de la Universidad de Ginebra y la creación de un centro de estudio de la historia económica y social en la Universidad de Zúrich; los temas estudiados se basan principalmente en la industrialización, la agricultura y el medio ambiente.

## La historiografía delsigloXX

### Entre las dos Guerras Mundiales

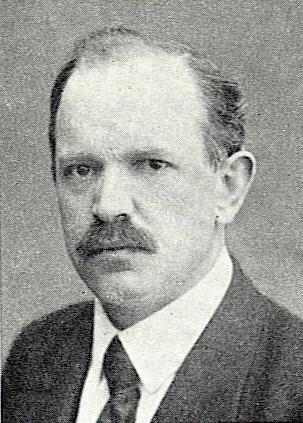
Retrato de Robert Grimm

El modelo histórico apoyado por el Partido Radical Democrático Suizo, con el advenimiento del Estado Federal en 1848 como un objetivo último, se ve obstaculizada por la entrada del país en el siglo XX, entrada marcada por una parte por los incesantes conflictos sociales que conducirían a la Huelga Genera de 1918 y, por otra parte, por una gestión financiera desastrosa derivada de los gastos producidos por la movilización de la Primera Guerra Mundial por parte del Gobierno Federal.
En este contexto, dos personalidades van a publicar sendas obras retratando la historia del país, a pesar de que ninguno era historiador.
Robert Grimm, líder sindical por entonces en prisión, escribe en el año 1920 una obra sobre la lucha de clases en la historia suiza, titulada Geschichte der Schweiz in ihren Klassenkämpfen, su libro describe la formación del Estado Federal como una revolución burguesa y elogia las cualidades y capacidades de iniciativa de los radicales en comparación con sus homólogos contemporáneos descritos como conservadores de la pequeña buguesía. Su obra, sin embargo, no fue especialmente famoso, y únicamente será redescubierto unos años más tarde.
El segundo autor es el escritor y aristócrata nuevoburgués, Gonzague de Reynold que publicó en el año 1929 la obra La democracia y Suiza, ensayo de una filisofía de nuestra historia donde hacía apología de la Suiza católica, corporativa, federalista y patriarcal del Antiguo Régimen y desde su punto de vista declara que el tiempo de la democracia ha pasado. La publicación de esta obra le costó su trabajo en la Universidad de Berna.
Todavía en la década de los años 20, aparecen muchas grandes síntesis, como Historia militar de Suiza de Markus Feldmann et Hans George Wirz comandada por Sprecher von Bernegg, Jefe del Estado Mayor de la Armada Suiza durante la Primera Guerra Mundial. Editado en 12 cuadernos y cuatro volúmenes entre 1915 et 1936, esta historia militar cubre el período entre 1315 y 1914. Durante este mismo período aparece el Diccionario Histórico y Biográfico de Suiza cuyos siete volúmenes serán editados y en parte escritos por Victor Attinger; realizado en una situación material complicada debido en especial a la indisciplina de los autores. La publicación de esta obra tras el fracaso sucesivo de tres sociedades conocerá sin embargo un relativo éxito en el público, especialmente gracias a ciertos artículos polémicos, por ejemplo el que presenta a la República Helvética bajo un punto de vista más favorable al que se le había dado hasta el momento.
Finalmente, en 1932, los cuatro historiadores Emil Dürr, Richard Feller, Leonhard von Muralt y Hans Nabholz unen sus fuerzas para publicar (en alemán) una Historia de Suiza impresa en dos volúmenes y que, además de los tradicionales elementos de historia política y militar realzan la importancia de los hecho económicos y culturales.

### El Sonderfall
Sonderfall significa en alemán «caso especial» o «caso aparte». Cuando nos referimos al Sonderfall suizo hacemos referencia al hecho de que Suiza sea un país neutral.

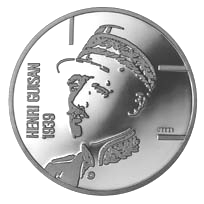
Moneda conmemorativa de 5 CHF con fecha de 1989, con la imagen del General Guisan.

Desde el inicio de la década de 1930 y el ascenso de los regímenes totalitarios en los países vecinos, el país conocerá un período de pérdida de aislamiento que se refleja particularmente en una vuelta a las tradiciones y los mitos fundadores. Este movimiento, iniciado con la aparición de la obra (en alemán) Quellenwerk zur Entstehung der Eidgenossenschaft de Karl Meyer que reúne muchos elementos cuya fuente se encuentra por ejemplo en las crónicas ilustradas, el Libro Blanco y documentos legales de hasta inicios del siglo XV, rechaza el acuerdo casi general de los historiadores de la época al decir que los diferentes tratados habían desaparecido antes del Pacto de 1291, para darle el peso de un documento fundador.